# Rosasyt
Rosasyt (Rozazyt) – minerał klasy węglanów.

## Właściwości
Krystalizuje w układzie jednoskośnym. Posiada kryształy o pokroju włóknistym i igiełkowym. Występuje w skupieniach promienistych, groniastych, kulistych i włóknistych. Jest minerałem kruchym i przeświecającym. Częstymi zanieczyszczeniami są magnez i żelazo. Jest rozpuszczalny w kwasach. Rzadko spotykany jako pseudomorfoza po azurycie. 

## Występowanie
Powstaje w strefach utleniania złóż cynku i miedzi. Towarzyszą mu hemimorfit, kalcyt, smithsonit, kwarc, malachit, aurichalcyt, cerusyt, azuryt, limonit, dolomit, brochantyt, syderyt oraz grenokit.

## Miejsce występowania
Występuje w Australii, Austrii, we Francji, Niemczech, Grecji, we Włoszech, Meksyku, Namibii (Tsumeb), RPA, Hiszpanii, Anglii, Walii i Stanach Zjednoczonych (Arizona, Kalifornia, Kolorado, Montana, Nevada, Nowy Meksyk i Utah).

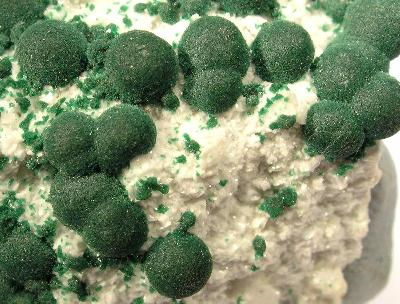
zielony okaz z Tsumeb